# Корженёвский, Аполлон
Аполлон Наленч-Коженёвский (пол. Apollo Nałęcz-Korzeniowski; 21 февраля 1820, Гоноратка, — 23 мая 1869, Краков) — польский поэт, переводчик, драматург. Отец писателя Джозефа Конрада (Юзефа Коженёвского).
Изучал право и ориенталистику в Санкт-Петербургском университете. Жил в Польше и на Украине. В 1861 году был сослан в Вологду за активное участие в польском освободительном движении; в 1865 году переведён в Чернигов, а в 1868 году освобождён от наказания по состоянию здоровья.
Кроме мелких стихотворений, издал отдельно: «Komedyja» (переведённая переделка комедии Грибоедова), «Strofy oderwane» (Вильно, 1856), комедии и драмы: «Dla miłego grosza» (СПб., 1859), «Batożek» (Львов, 1861). «Akt pierwszy» (Львов, 1864), переводы из Гюго и др.